# Uganda ai Giochi della XXXII Olimpiade
L'Uganda ha partecipato ai Giochi della XXXII Olimpiade, che si sono svolte a Tokyo, Giappone, dal 23 luglio all'8 agosto 2021 (inizialmente previsti dal 24 luglio al 9 agosto 2020 ma posticipati per la pandemia di COVID-19) con venticinque atleti, dodici uomini e tredici donne.
Si è trattato della sedicesima partecipazione di questo paese ai Giochi estivi.

## Medaglie
| Riepilogo quotidiano | Riepilogo quotidiano | Riepilogo quotidiano | Riepilogo quotidiano | Riepilogo quotidiano | Riepilogo quotidiano | Riepilogo quotidiano |
| -------------------- | -------------------- | -------------------- | -------------------- | -------------------- | -------------------- | -------------------- |
| Giorno               | Data                 |                      |                      |                      | Totale               |                      |
| 7º                   | 30                   | 0                    | 1                    | 1                    | 2                    |                      |
| 12º                  | 4                    | 1                    | 0                    | 0                    | 1                    |                      |
| 14º                  | 6                    | 1                    | 0                    | 0                    | 1                    |                      |
| Totale               | Totale               | 2                    | 1                    | 1                    | 4                    |                      |

### Medagliere per disciplina
| Sport            | Oro | Argento | Bronzo | Totale |
| ---------------- | --- | ------- | ------ | ------ |
| Atletica leggera | 2   | 1       | 1      | 4      |
| Totale           | 2   | 1       | 1      | 4      |

### Medaglie d'oro
| Medaglia | Nome             | Sport            | Evento                |
| -------- | ---------------- | ---------------- | --------------------- |
| Oro      | Peruth Chemutai  | Atletica leggera | 3000m siepi femminili |
| Oro      | Joshua Cheptegei | Atletica leggera | 5000m siepi maschili  |

### Medaglie d'argento
| Medaglia | Nome             | Sport            | Evento                |
| -------- | ---------------- | ---------------- | --------------------- |
| Argento  | Joshua Cheptegei | Atletica leggera | 10000m siepi maschili |

### Medaglie di bronzo
| Medaglia | Nome          | Sport            | Evento                |
| -------- | ------------- | ---------------- | --------------------- |
| Bronzo   | Jacob Kiplimo | Atletica leggera | 10000m siepi maschili |

## Atletica leggera
| Q | Qualificato al turno successivo per la posizione in qualificazione                                                           |
| q | Qualificato per il turno successivo per ripescaggio o, negli eventi su campo, conquistando la misura minima per qualificarsi |

Maschile
Eventi su pista e strada
| Atleta            | Evento        | Batteria  | Batteria  | Semifinale      | Semifinale      | Finale          | Finale          |
| Atleta            | Evento        | Risultato | Posizione | Risultato       | Posizione       | Risultato       | Posizione       |
| ----------------- | ------------- | --------- | --------- | --------------- | --------------- | --------------- | --------------- |
| Ronald Musagala   | 1500 m piani  | DNF       | DNF       | Non qualificato | Non qualificato | Non qualificato | Non qualificato |
| Oscar Chelimo     | 5000 m piani  | 13'39"07  | 4º Q      | N.D.            | N.D.            | 13'44"45        | 16º             |
| Joshua Cheptegei  | 5000 m piani  | 13'30"61  | 5º Q      | N.D.            | N.D.            | 12'58"15        |                 |
| Jacob Kiplimo     | 5000 m piani  | 13'30"40  | 4º Q      | N.D.            | N.D.            | 13'02"40        | 5º              |
| Joshua Cheptegei  | 10000 m piani | N.D.      | N.D.      | N.D.            | N.D.            | 27'43"63        |                 |
| Jacob Kiplimo     | 10000 m piani | N.D.      | N.D.      | N.D.            | N.D.            | 27'43"88        |                 |
| Stephen Kissa     | 10000 m piani | N.D.      | N.D.      | N.D.            | N.D.            | DNF             | DNF             |
| Albert Chemutai   | 3000 m siepi  | 8'29"81   | 9º        | N.D.            | N.D.            | Non qualificato | Non qualificato |
| Filex Chemongesi  | Maratona      | N.D.      | N.D.      | N.D.            | N.D.            | 2h20'53"        | 51º             |
| Stephen Kiprotich | Maratona      | N.D.      | N.D.      | N.D.            | N.D.            | DNF             | DNF             |
| Fred Musobo       | Maratona      | N.D.      | N.D.      | N.D.            | N.D.            | 2h18'39"        | 44º             |

Femminile
Eventi su pista e strada
| Atleta              | Evento       | Batteria  | Batteria  | Semifinale      | Semifinale      | Finale          | Finale          |
| Atleta              | Evento       | Risultato | Posizione | Risultato       | Posizione       | Risultato       | Posizione       |
| ------------------- | ------------ | --------- | --------- | --------------- | --------------- | --------------- | --------------- |
| Leni Shida          | 400 m piani  | 52"48     | 6ª        | Non qualificata | Non qualificata | Non qualificata | Non qualificata |
| Halimah Nakaayi     | 800 m piani  | 2'00"92   | 4ª q      | 2'04"44         | 8ª              | Non qualificata | Non qualificata |
| Winnie Nanyondo     | 800 m piani  | 2'02"02   | 4ª Q      | 1'59"84         | 5ª              | Non qualificata | Non qualificata |
| Winnie Nanyondo     | 1500 m piani | 4:02.24   | 2ª Q      | 4'01"64         | 4ª Q            | 3'59"80         | 7ª              |
| Peruth Chemutai     | 3000 m siepi | 9'12"72   | 2ª Q      | N.D.            | N.D.            | 9'01"45         |                 |
| Esther Chebet       | 5000 m       | 15'11"47  | 12ª       | N.D.            | N.D.            | Non qualificata | Non qualificata |
| Sarah Chelangat     | 5000 m       | 15'59"40  | 19ª       | N.D.            | N.D.            | Non qualificata | Non qualificata |
| Prisca Chesang      | 5000 m       | 15'25"72  | 15ª       | N.D.            | N.D.            | Non qualificata | Non qualificata |
| Mercyline Chelangat | 10000 m      | N.D.      | N.D.      | N.D.            | N.D.            | 33'10"90        | 24ª             |
| Juliet Chekwel      | Maratona     | N.D.      | N.D.      | N.D.            | N.D.            | 2h53'40"        | 69ª             |
| Immaculate Chemutai | Maratona     | N.D.      | N.D.      | N.D.            | N.D.            | 2h32'23"        | 16ª             |

## Canottaggio
| FA   | Qualificato in finale A (per le medaglie)     |
| FB   | Qualificato in finale B (non per le medaglie) |
| FC   | Qualificato in finale C (non per le medaglie) |
| FD   | Qualificato in finale D (non per le medaglie) |
| FE   | Qualificato in finale E (non per le medaglie) |
| FF   | Qualificato in finale F (non per le medaglie) |
| SA/B | Semifinali A/B                                |
| SC/D | Semifinali C/D                                |
| SE/F | Semifinali E/F                                |
| QF   | Qualificato ai quarti di finale               |
| R    | Ripescaggio                                   |

| Atleta               | Evento  | Batteria | Batteria  | Ripescaggio | Ripescaggio | Semifinali | Semifinali | Finale  | Finale    |
| Atleta               | Evento  | Tempo    | Posizione | Tempo       | Posizione   | Tempo      | Posizione  | Tempo   | Posizione |
| -------------------- | ------- | -------- | --------- | ----------- | ----------- | ---------- | ---------- | ------- | --------- |
| Kathleen Grace Noble | Singolo | 8'21"85  | 5ª R      | 8'36"01     | 3ª SE/F     | 8'31"67    | 2ª FE      | 8'07"00 | 26ª       |

## Nuoto
Maschile
| Atleta          | Gara                        | Batterie | Batterie | Semifinali      | Semifinali      | Finale          | Finale          |
| Atleta          | Gara                        | Tempo    | Pos.     | Tempo           | Pos.            | Tempo           | Pos.            |
| --------------- | --------------------------- | -------- | -------- | --------------- | --------------- | --------------- | --------------- |
| Atuhaire Ambala | 100 m stile libero maschili | 54"23    | 63º      | Non qualificato | Non qualificato | Non qualificato | Non qualificato |

Femminile
| Atleta       | Gara                        | Batterie | Batterie | Semifinali      | Semifinali      | Finale          | Finale          |
| Atleta       | Gara                        | Tempo    | Pos.     | Tempo           | Pos.            | Tempo           | Pos.            |
| ------------ | --------------------------- | -------- | -------- | --------------- | --------------- | --------------- | --------------- |
| Tity Dumbuya | 50 m stile libero femminili | 26"63    | 47ª      | Non qualificata | Non qualificata | Non qualificata | Non qualificata |

## Pugilato
Maschile
| Atleta          | Evento               | Sedicesimi                | Ottavi di finale        | Quarti di finale     | Semifinali           | Finale               | Pos.            |
| Atleta          | Evento               | Avversario Risultato      | Avversario Risultato    | Avversario Risultato | Avversario Risultato | Avversario Risultato | Pos.            |
| --------------- | -------------------- | ------------------------- | ----------------------- | -------------------- | -------------------- | -------------------- | --------------- |
| Shadiri Bwogi   | Pesi welter (-69 kg) | Bye                       | E. Madiev (GEO) P (1-3) | Non qualificato      | Non qualificato      | Non qualificato      | Non qualificato |
| Kavuma Ssemujju | Pesi medi (-75 kg)   | Y. Nemouchi (ALG) P (0-5) | Non qualificato         | Non qualificato      | Non qualificato      | Non qualificato      | Non qualificato |

Femminile
| Atleta            | Evento              | Sedicesimi              | Ottavi di finale     | Quarti di finale     | Semifinali           | Finale               | Pos.            |
| Atleta            | Evento              | Avversario Risultato    | Avversario Risultato | Avversario Risultato | Avversario Risultato | Avversario Risultato | Pos.            |
| ----------------- | ------------------- | ----------------------- | -------------------- | -------------------- | -------------------- | -------------------- | --------------- |
| Catherine Nanziri | Pesi mosca (-51 kg) | T. Namiki (JPN) P (0-5) | Non qualificata      | Non qualificata      | Non qualificata      | Non qualificata      | Non qualificata |